# Dendrobium spathilabium
Dendrobium spathilabium är en orkidéart som beskrevs av Oakes Ames och Charles Schweinfurth. Dendrobium spathilabium ingår i släktet Dendrobium, och familjen orkidéer.
Artens utbredningsområde är Sumatera. Inga underarter finns listade i Catalogue of Life.